# Campeonato da Europa de Atletismo de 2018 - Salto em distância masculino
A prova do salto em distância masculino do Campeonato da Europa de Atletismo de 2018 foi disputada entre os dias  6 e 8 de agosto de 2018 no Estádio Olímpico de Berlim em Berlim,  na Alemanha. 

## Recordes
Antes desta competição, os recordes mundiais e do campeonato nesta prova eram os seguintes:
|                       | Nome           | Nacionalidade   | Distância | Local     | Data                 |
| --------------------- | -------------- | --------------- | --------- | --------- | -------------------- |
| Recorde mundial       | Mike Powell    | Estados Unidos  | 8m 95cm   | Tóquio    | 30 de agosto de 1991 |
| Recorde do campeonato | Christian Reif | Alemanha        | 8m 47cm   | Barcelona | 1 de agosto de 2010  |
| Recorde europeu       | Robert Emmiyan | União Soviética | 8m 86cm   | Salcazor  | 22 de maio de 1987   |

## Medalhistas
| Ouro                      | Prata               | Bronze                 |
| Miltiadis Tentoglou (GRE) | Fabian Heinle (GER) | Serhiy Nykyforov (UKR) |

## Cronograma
Todos os horários são locais (UTC+2).
| Data        | Hora  | Evento       |
| ----------- | ----- | ------------ |
| 6 de agosto | 16:35 | Qualificação |
| 8 de agosto | 19:45 | Final        |

## Resultados

### Qualificação
Qualificação: Desempenho de 8.00 m (Q) ou os 12 melhores qualificados (q). 
| Posição | Grupo | Atleta                  | Nacionalidade | #1   | #2   | #3   | Resultados | Notas |
| ------- | ----- | ----------------------- | ------------- | ---- | ---- | ---- | ---------- | ----- |
| 1       | B     | Miltiadis Tentoglou     | Grécia        | 8.15 |      |      | 8.15       | Q     |
| 2       | B     | Fabian Heinle           | Alemanha      | x    | 8.02 |      | 8.02       | Q     |
| 3       | B     | Michel Tornéus          | Suécia        | 7.91 |      |      | 7.91       | q,    |
| 4       | B     | Kevin Ojiaku            | Itália        | 7.59 | 7.74 | 7.90 | 7.90       | q     |
| 5       | A     | Dan Bramble             | Grã-Bretanha  | x    | 7.57 | 7.89 | 7.89       | q     |
| 6       | A     | Tomasz Jaszczuk         | Polónia       | 7.77 | 7.78 | 7.88 | 7.88       | q     |
| 7       | A     | Radek Juška             | Chéquia       | 7.69 | 7.87 | x    | 7.87       | q     |
| 8       | A     | Serhiy Nykyforov        | Ucrânia       | 7.69 | x    | 7.86 | 7.86       | q     |
| 9       | A     | Thobias Nilsson Montler | Suécia        | 7.77 | 7.67 | 7.78 | 7.78       | q     |
| 10      | B     | Guillaume Victorin      | França        | 7.76 | x    | x    | 7.76       | q     |
| 11      | A     | Kafétien Gomis          | França        | 7.59 | 7.67 | 7.75 | 7.75       | q     |
| 12      | A     | Izmir Smajlaj           | Albânia       | 7.71 | x    | 7.60 | 7.71       | q     |
| 13      | B     | Vladyslav Mazur         | Ucrânia       | 7.33 | 7.70 | 7.38 | 7.70       |       |
| 14      | A     | Strahinja Jovančević    | Sérvia        | 7.40 | 7.60 | 7.69 | 7.69       |       |
| 15      | B     | Feron Sayers            | Grã-Bretanha  | 7.68 | x    | 7.67 | 7.68       |       |
| 16      | B     | Kristian Pulli          | Finlândia     | 7.36 | 7.50 | 7.68 | 7.68       |       |
| 17      | A     | Jean Marie Okutu        | Espanha       | 7.66 | 7.52 | 7.59 | 7.66       |       |
| 18      | B     | Benjamin Gföhler        | Suíça         | 7.52 | x    | 7.65 | 7.65       |       |
| 19      | B     | Julian Howard           | Alemanha      | x    | x    | 7.64 | 7.64       |       |
| 20      | A     | Kristian Bäck           | Finlândia     | 7.60 | 7.60 | 7.61 | 7.61       |       |
| 21      | A     | Alper Kulaksız          | Turquia       | 7.51 | 7.58 | x    | 7.58       |       |
| 22      | A     | Cristian Staicu         | Roménia       | 7.48 | 7.52 | 7.51 | 7.52       |       |
| 23      | B     | Filip Pravdica          | Croácia       | x    | 7.47 | 7.52 | 7.52       |       |
| 24      | B     | Denis Eradiri           | Bulgária      | 7.49 | 7.50 | x    | 7.50       |       |
| 25      | B     | Adam McMullen           | Irlanda       | 7.47 | x    | 7.47 | 7.47       |       |
| 26      | A     | Maximilian Entholzner   | Alemanha      | 7.18 | 7.46 | 7.45 | 7.46       |       |
| 27      | A     | Corentin Campener       | Bélgica       | 7.41 | x    | 7.40 | 7.41       |       |
| 28      | B     | Yann Randrianasolo      | França        | 7.33 | 7.29 | x    | 7.33       |       |
| 29      | B     | Ian Paul Grech          | Malta         | 7.04 | x    | x    | 7.04       |       |
| 30      | A     | Christopher Ullmann     | Suíça         | x    | x    | x    | NM         |       |

### Final
| Posição           | Atleta                  | Nacionalidade | #1   | #2   | #3   | #4   | #5   | #6   | Resultados | Notas                |
| ----------------- | ----------------------- | ------------- | ---- | ---- | ---- | ---- | ---- | ---- | ---------- | -------------------- |
| Medalha de ouro   | Miltiadis Tentoglou     | Grécia        | 7.96 | 7.80 | 8.00 | x    | 8.25 | 7.04 | 8.25       | Recorde da temporada |
| Medalha de prata  | Fabian Heinle           | Alemanha      | 7.90 | 8.13 | x    | 8.02 | 7.62 | 8.13 | 8.13       | Recorde da temporada |
| Medalha de bronze | Serhiy Nykyforov        | Ucrânia       | 7.80 | 7.97 | 8.13 | 8.00 | x    | 7.90 | 8.13       |                      |
| 4                 | Thobias Nilsson Montler | Suécia        | 7.80 | 7.89 | 7.80 | 7.86 | x    | 8.10 | 8.10       | NJ23R                |
| 5                 | Tomasz Jaszczuk         | Polónia       | 7.92 | 7.90 | 7.83 | 7.60 | x    | 8.08 | 8.08       |                      |
| 6                 | Dan Bramble             | Grã-Bretanha  | 7.68 | 7.90 | 7.85 | 7.65 | x    | 7.62 | 7.90       |                      |
| 7                 | Michel Tornéus          | Suécia        | x    | 7.82 | 7.86 | x    | x    | x    | 7.86       |                      |
| 8                 | Guillaume Victorin      | França        | 6.49 | 7.83 | 7.84 | 7.63 | 6.26 | x    | 7.84       |                      |
| 9                 | Kafétien Gomis          | França        | x    | 7.84 | 7.76 |      |      |      | 7.84       |                      |
| 10                | Izmir Smajlaj           | Albânia       | x    | 7.83 | 7.73 |      |      |      | 7.83       |                      |
| 11                | Kevin Ojiaku            | Itália        | 7.55 | 7.48 | 7.78 |      |      |      | 7.78       |                      |
| 12                | Radek Juška             | Chéquia       | 7.63 | 7.73 | 7.48 |      |      |      | 7.73       |                      |

Legenda
| Recorde mundial       | Recorde mundial (World record)               |                       | Recorde africano                      | Recorde africano (African) |                                           | Q | Classificado por posição (Qualified) |
| Recorde do campeonato | Recorde do campeonato (Championship record)  | Recorde da América    | Recorde da América (Americas)         | q                          | Classificado por melhor tempo (Qualified) |   |                                      |
| Melhor marca do ano   | Melhor marca do ano (World leading)          | Recorde asiático      | Recorde asiático (Asian)              | DNS                        | Não largou (Did not start)                |   |                                      |
| Recorde nacional      | Recorde nacional (National record)           | Recorde europeu       | Recorde europeu (European)            | DNF                        | Não terminou (Did not finish)             |   |                                      |
| Recorde pessoal       | Recorde pessoal do atleta (Personal best)    | Recorde da Oceania    | Recorde da Oceania (Oceania)          | DSQ / DQ                   | Desclassificado (Disqualified)            |   |                                      |
| Recorde da temporada  | Recorde da temporada do atleta (Season best) | Recorde sul-americano | Recorde sul-americano (South America) | NM                         | Sem marca (No mark)                       |   |                                      |